# Tlahuicole
Tlahuicole (en nahuatl : Tlalwikolli), né en 1497 et mort sacrifié vers 1518, est un guerrier tlaxcaltèque otomi qui s'est distingué pendant les guerres fleuries contre les Aztèques.

## Biographie
Tlahuicole naît en 1497 au sein d'une importante famille d'origine otomie de la Confédération de Tlaxcala, qui est alors au sommet de sa force. Sa naissance privilégiée lui ouvre les portes du calmecac, un établissement d'éducation qui forme les jeunes nobles aux fonctions civiles, militaires ou religieuses. Il se fait remarquer très vite pour son courage et ses qualités guerrières au cours des nombreuses batailles que les Tlaxcaltèques livrent aux Mexicas dans le cadre des guerres fleuries , des conflits rituels qui servent à faire des prisonniers pour les sacrifier ensuite aux dieux.
Tlahuicole est finalement capturé par les Aztèques à l'issue d'une bataille mais Moctezuma II, le tlatoani de Mexico-Tenochtitlan, est tellement impressionné par sa valeur qu'il lui offre la liberté, que Tlahuicole refuse. Il accepte quand même de prendre la direction d'une offensive aztèque contre le royaume tarasque, à la frontière occidentale de l'empire (correspondant à peu près à l'actuel État du Michoacán), qui n'obtient pas le résultat espéré mais rapporte tout de même une grande quantité de butin. À son retour, Moctezuma lui offre le choix entre retourner libre à Tlaxcala ou bien servir dans l'armée mexica.
Tlahuicole ne désire ni l'un ni l'autre. Servir les Aztèques signifierait trahir sa patrie. Retourner vivant à Tlaxcala serait une humiliation, un guerrier devant vaincre ou mourir dans les batailles. Il désire la mort au combat et en fait part au souverain qui lui accorde l'honneur du sacrifice gladiatorial. Moctezuma fait alors organiser de grandes festivités en l'honneur de Tlahuicole qui est mené au temalacatl auquel il est ligoté par la ceinture. Il lui est donné un macuahuitl et un chimalli (es) (bouclier) pour se défendre. Il tue huit guerriers et en blesse vingt avant de succomber aux assauts. Il est ensuite sacrifié à Huitzilopochtli, dieu protecteur des Mexicas.

## Postérité
Il a donné son nom à un stade de football où s'est entraînée l'équipe de France 1986 pour la Coupe du monde de football 1986